# Jeżewo (Łódź)
Pour les articles homonymes, voir Jeżewo.
Jeżewo est une localité polonaise du sołectwo de Biała dans la gmina et le powiat de Zgierz en voïvodie de Łódź.